# 2003
2003 fon un any normal començat en dimecres segons el calendari gregorià.

## Esdeveniments
| Mapa indicant l'Índex de Desenvolupament Humà del 2003 (informe del 2005) |                                                             |                                                                       |
| \| 0,950 i per sobre 0,900-0,949 0,850-0,899 0,800-0,849 0,750-0,799 \| 0,700-0,749 0,650-0,699 0,600-0,649 0,550-0,599 0,500-0,549 \| 0,450-0,499 0,400-0,449 0,350-0,399 0,300-0,349 per sota de 0,300 n/d \| |                                                             |                                                                       |
| 0,950 i per sobre 0,900-0,949 0,850-0,899 0,800-0,849 0,750-0,799 | 0,700-0,749 0,650-0,699 0,600-0,649 0,550-0,599 0,500-0,549 | 0,450-0,499 0,400-0,449 0,350-0,399 0,300-0,349 per sota de 0,300 n/d |

Països Catalans

- 25 de maig, Illes Balears Eleccions autonòmiques i municipals, que guanya el PP.
- 25 de juny, Barcelona: Es crea la Universitat Abat Oliba CEU.[1]
- 10 de juliol, Catalunya: l'Institut Català del Voluntariat crea Xarxanet.org.
- Agost: un gran incendi forestal arrasa els boscos de bona part dels termes municipals de Granera, Monistrol de Calders, Mura i Sant Llorenç Savall.

- 28 de setembre, Salses, el Rosselló: el conseller en cap de la Generalitat, Artur Mas, i les autoritats municipals hi inauguren la Porta dels Països Catalans.

- 11 d'octubre, Lleida (el Segrià): hi entra en servei per al públic el Tren de Gran Velocitat que l'uneix amb Madrid, passant per Saragossa.
- 12 d'octubre, Sepang, Malàisia: Dani Pedrosa s'hi proclama campió del món de motociclisme de 125 centímetres cúbics.
- 17 d'octubre, Bolívia: després de mesos de protesta contra el pla d'exportació de gas, que va causar una vuitantena de morts, Gonzalo Sánchez de Lozada abandona la presidència i fuig cap als Estats Units; el succeeix el vicepresident Carlos Mesa Gisbert.[2]
- 13 de novembre, Barcelona: en un multitudinari míting al Palau de Sant Jordi de la campanya electoral que portà Pasqual Maragall a la Generalitat, Rodríguez Zapatero promet donar suport a la reforma de l'estatut d'autonomia que aprovi el Parlament de Catalunya.
- 16 de novembre, Catalunya: s'hi celebren eleccions al Parlament; CiU, encapçalada per Artur Mas, hi obté la representació majoritària superant en 4 escons el PSC-Ciutadans pel Canvi, encapçalats per Pasqual Maragall, però sense assolir la majoria absoluta.
- 24 de novembre, Barcelona: practiquen l'eutanàsia a Floquet de Neu per estalviar-li el patiment del càncer.[3]
- 30 de novembre, Barcelona: s'hi publica el primer número d'El Punt Barcelona.
- 5 de desembre, Barcelona: s'hi constitueix el Parlament de Catalunya de la setena legislatura.
- 16 de desembre, Barcelona: el Parlament de Catalunya elegeix Pasqual Maragall president de la Generalitat de Catalunya.
- 20 de desembre, Barcelona: Pasqual Maragall pren possessió com a 127è President de la Generalitat de Catalunya.
- 22 de desembre, Barcelona: l'Ajuntament de Barcelona recupera la bandera de Barcelona del 1906 i l'escut amb corona reial, amb la qual cosa deixa de ser vigent la simbologia modificada per l'alcalde Pasqual Maragall el 1996.

Resta del món
- 1 de gener, Brasil: Lula da Silva pren possessió del càrrec de president del país.
- 16 de gener, Cap Canaveral, Florida, EUA: Tripulat per 7 astronautes, s'hi enlaira la darrera missió del transbordador espacial Columbia, el qual explotarà en ple vol el primer de febrer, en tornar a la Terra, mentre vola a 60 km d'altitud sobre el nord de l'estat de Texas i quan tan sols faltaven 16 minuts per a l'aterratge a Cap Canaveral.
- 14 de febrer, Edimburg, Escòcia: l'Institut Roslin sacrifica l'ovella Dolly a causa de l'envelliment prematur que patia.
- 20 de març, Iraq: Tropes estatunidenques i britàniques comencen la invasió del país i conquereixen la ciutat portuària d'Umm Qasr: és l'inici de la Invasió de l'Iraq de 2003.
- 16 d'abril, Estats Units: comença a publicar-se Runaways de Marvel Comics, on es presenta el grup de superherois que dona nom a la sèrie.
- 17 de maig, Madrid: es produeix l'assassinat de Sandra Palo.
- 30 de maig, Nova York, EUA: procedent de París hi arriba el darrer avió Concorde en servei d'Air France; els de British Airways deixaran de volar el 25 d'octubre del mateix any.
- 9 d'abril, Bagdad, Iraq: les tropes dels Estats Units prenen el control de la ciutat: amb la seva ajuda un grup de ciutadans abaten una colossal estàtua de Saddam Hussein,(guerra d'Iraq).
- 10 d'abril, Kirkuk, Kurdistan: la ciutat cau en mans de la guerrilla kurda i de l'exèrcit dels Estats Units, (guerra d'Iraq).
- 12 d'abril, Cuba: el règim castrista executa tres de les persones que el 2 d'abril, amb la intenció de fugir del país, havien segrestat una embarcació de passatgers a la badia de l'Havana.[4]
- 14 d'abril, Tikrit, Iraq: Les tropes dels Estats Units ocupen la ciutat on nasqué Saddam Hussein; és la darrera de les ciutats importants del país a ser conquerida (Guerra d'Iraq).
- 16 d'abril, Atenes, Grècia: S'hi signa el tractat pel qual Polònia, Hongria, Txèquia, Eslovàquia, Eslovènia, Estònia, Letònia, Lituània, Malta i Xipre, deu estats que la majoria eren de l'antiga Europa de l'Est, esdevenen observadors de la Unió Europea (amb veu però sense vot) i que els permetrà d'ingressar-hi a partir del primer de maig del 2004.[5]
- 1 de maig, Washington D.C., EUA: el president George Bush proclama la fi de la Guerra d'Iraq.
- 26 de maig, Maçka, Trebisonda, Turquia: hi moren 62 militars espanyols en estavellar-se l'avió Iàkovlev Iak-42 ucraïnès amb el qual tornaven de l'Afganistan; l'errònia identificació posterior dels cadàvers aixecarà un important escàndol polític.
- 15 d'octubre, desert de Gobi, Xina: Yang Liwei esdevé el primer astronauta xinès després de fer 14 òrbites entorn la Terra amb la nau Shenzhou V (nau divina, en xinès).[6]
- 17 d'octubre, Bolívia: després de mesos de protesta contra el pla d'exportació de gas, que va causar una vuintantena de morts, Gonzalo Sánchez de Lozada abandona la presidència i fuig cap als Estats Units; el succeeix el vicepresident Carlos Mesa Gisbert.
- 25 d'octubre, Heathrow, Londres, Anglaterra: procedents de Nova York hi arriben els tres darrers avions Concorde en servei de British Airways; el 30 de maig del mateix any havien deixat de volar els d'Air France.
- 1 de novembre, Madrid, Espanya: la Casa Reial Espanyola fa públic el compromís matrimonial del príncep Felip amb la periodista Letizia Ortiz.
- 2 de novembre, Durham (Carolina del Nord), EUA: l'església episcopaliana ordena el primer bisbe que es reconeix homosexual.[7]
- 2 de novembre, Geòrgia: s'hi celebren unes eleccions legislatives fraudulentes que provocaran una revolta que comportarà la dimissió i l'exili del president Eduard Xevardnadze el 23 de novembre.
- 22 de novembre, Sydney, Austràlia: La selecció anglesa derrota l'australiana i guanya la copa del món de rugbi.[8]
- 23 de novembre, Geòrgia: el president Eduard Xevardnadze abandona el país després d'una revolta provocada pel frau en les eleccions celebrades el 2 de novembre.
- 29 de novembre, Bagdad, Iraq: Hi moren set agents del Centre Nacional d'Intel·ligència espanyol en un atemptat.[9]
- 14 de desembre, Bagdad, Iraq: els Estats Units anuncien la captura el dia abans de Saddam Hussein a Al-Dawr (a 15 km de Tikrit), tot i que potser el tenien detingut des de feia almenys deu dies.
- 14 de desembre, Venècia, Itàlia: el Teatre de la Fenice reobre després de l'incendi de 1996.
- 26 de desembre, Bam, Kerman, Iran: un fort terratrèmol de 6,3 en l'escala de Richter provoca la destrucció de la ciutat i la mort de més de 43.200 persones.[10]
- Es funda All Headline News, agència de notícies dels EUA.
- Es patenta la cigarreta electrònica.[11]
- S'estrena la pel·lícula Tian di ying xiong
- Es funda el Janhit Samaj Party
- Fundació de la companyia aèria Eujet.
- Estrena de la pel·lícula de terror Flesh for the Beast.
- Estiu: Onada de calor europea

### Premis Nobel
| Camp                  | Guardonats                                                     |
| --------------------- | -------------------------------------------------------------- |
| Física                | - Aleksei A. Abrikóssov - Vitali Ginzburg - Anthony J. Leggett |
| Química               | - Peter Agre - Roderick MacKinnon                              |
| Medicina o Fisiologia | - Paul Lauterbur - Peter Mansfield                             |
| Literatura            | - John Maxwell Coetzee                                         |
| Pau                   | - Shirin Ebadi                                                 |
| Economia              | - Robert F. Engle - Clive Granger                              |

## Naixements
Països Catalans
Resta del món
- 3 de gener, Estocolm, Suècia: Greta Thunberg, activista mediambiental, centrada en els danys causats pel canvi climàtic.[12]
- 3 de setembre, San Francisco, Estats Units: Eileen Feng Gu, esquiadora acrobàtica xinesa nascuda als Estats Units.[13]

## Necrològiques
Països Catalans
- 15 de gener -Buenos Aires: Jeanette Campbell, nedadora argentina (n. 2016).
- 3 de gener - Arenys de Mar, Maresme: Josep Maria Gironella i Pous, escriptor català en llengua castellana (85 anys).
- 5 de gener - Maidstone, Anglaterra: Daphne Oram, compositora, intèrpret de música electrònica, pionera de la música concreta (n. 1925).[14]
- 10 de gener - Sant Just Desvern: Ramon Sabatés Massanell, dibuixant d'historietes d'humor català
- 12 de gener - Barcelona: Joan Ferraté i Soler, crític i traductor català (n. 1924).
- 9 de febrer - Sant Cugat del Vallès, Vallès Occidental: Miquel Batllori, historiador i jesuïta català (93 anys).
- 11 de febrer - Peníscola, Baix Maestrat, País Valencià: Alfred Ayza Roca, filòleg i escriptor valencià.
- 2 d'abril - Barcelona: Terenci Moix, escriptor en llengua catalana i, principalment, castellana (61 anys).[15]
- 7 d'abril, Boulogne-Billancourt: Cécile de Brunhoff, creadora de Babar (n. 1903).[16]
- 13 d'abril - Sant Andreu de Sureda, el Vallespir: Jean Petit, psicolingüista francès, defensor de les llengües minoritzades al seu país (n. 1929).
- 27 d'abril - València: Presentación Sáez de Descatllar, mestra valenciana i referent del feminisme al País Valencià (n. 1932).[17]
- 2 de maig - Alcorcón, Madrid, Espanya: Queta Claver, actriu i vedet valenciana.
- 3 de maig, València: Queta Claver, actriu i vedette valenciana (n. 1932).[18]
- 11 de maig - Barcelona: José Manuel Lara Hernández, editor, fundador de l'Editorial Planeta (n. 1914).[19]
- 15 de juny - Sabadell: Josep Torrella i Pineda, escriptor i historiador.
- 7 de juliol - Esparreguera, Baix Llobregat: Lola Lizaran, actriu catalana (n. 1932).[20]
- 15 de juliol - Barcelona: Roberto Bolaño, novel·lista i poeta xilè.[21]
- 23 de juliol - Valldemossa: Antonia Suau Mercadal, una de les primeres catedràtiques d'Ensenyament Secundari (n.1908).[22]
- 13 d'agost - Mataró, (el Maresme): Margarida Abril i Gonzàlez, sindicalista i política catalana (n. 1910).[23]
- 24 de setembre, 
  - Barcelona: Jordi Petit i Fontserè, economista català (n. 1937).
  - Barcelona: Rosita Segovia, ballarina catalana de dansa clàssica i espanyola, coreògrafa i professora de dansa espanyola (n.1922).[24]
- 18 d'octubre - Bangkok, Tailàndia: Manuel Vázquez Montalbán, escriptor i periodista català, en llengua catalana i, principalment, castellana (n. 1939).
- 19 d'octubre - Sabadell, Vallès Occidental: Jordi Domènech Soteras, poeta en llengua catalana
- 28 d'octubre - Barcelona: Joan Perucho, escriptor català (n. 1920).
- 2 de novembre - Madrid: Fernando Vizcaíno Casas, escriptor valencià en llengua castellana (n. 1926).
- 11 de novembre - Vic, Osona: Miquel Martí i Pol, poeta català.
- 8 de desembre - Barcelona: Aurora Díaz-Plaja Contestí, bibliotecària i escriptora catalana (n. 1913).[25]
- 14 de desembre - Borriana, Plana Baixa: Assumpta González i Cubertorer, escriptora teatral valenciana (n. 1917).[26]
- 26 de desembre - València: Cristina Piris López-Doriga, política i sindicalista valenciana.[27]
- 29 de desembre - Badalona: Juan José Moreno Cuenca, conegut com el Vaquilla, actor de cinema i conegut delinqüent contra la propietat privada (n. 1961).

Resta del món
- 3 de gener, Tucson, Arizona: Monique Wittig, escriptora feminista francesa (n. 1935).[28]
- 28 de febrer, Dorset, Anglaterra: Sylvia Agnes Sophia Tait, bioquímica i endocrinòloga anglesa que descobrí l'hormona aldosterona.[29]
- 3 de març, Roma, (Itàlia): Goffredo Petrassi, compositor italià. Fou un dels creadors de la música moderna italiana i gran explorador dels estils de composició amb les modernes tècniques musicals.(n. 1904)[30]
- 11 de febrer, Madrid: Ángeles Chamorro, soprano d'òpera i sarsuela castellana (n. 1937).[31]
- 4 de març, Florènciaː Fedora Barbieri, mezzosoprano italiana (n. 1920).[32]
- 11 de març, Viena: Ludwig Streicher, contrabaixista austríac, principal contrabaix de l'Orquestra Filharmònica de Viena (n. 1920).[33]
- 16 de març, Franja de Gaza: Rachel Corrie, activista propalestina que morí esclafada per una excavadora (n. 1979).[34]
- 4 d'abril, Cleveland, Ohio (EUA): Frederick Chapman Robbins, bacteriòleg estatunidenc, Premi Nobel de Medicina o Fisiologia de l'any 1954 (n. 1916).[35]
- 18 d'abril,- Williams Island, Estats Units: Edgar F. Codd, informàtic i teòric de la informació estatunidenc (n. 1923).[36]
- 20 d'abril, Londres (Anglaterra): Bernard Katz, metge i biofísic britànic d'origen alemany, Premi Nobel de Medicina o Fisiologia de l'any 1970 (n. 1911).[37]
- 21 d'abril, Carry-le-Rouet, França: Nina Simone, cantant de jazz, soul i gospel estatunidenca (n. 1933).[38]
- 8 de maig, Rabat, Marroc: Mulai Hassan, príncep hereu del Marroc.[39]
- 15 de maig, Anvers, Bèlgica: Rik van Steenbergen, ciclista belga tres vegades Campió del Món de ciclisme (n. 1924).
- 27 de maig, Roma, Itàlia: Luciano Berio, compositor italià (n. 1925).[40]
- 28 de maig, Brussel·les, Bèlgica: Ilià Prigogin, químic belga d'origen soviètic, Premi Nobel de Química 1977 (n. 1917).[41]
- 5 de juny, París, França: Manuel Rosenthal, director d'orquestra i compositor francès (n. 1904).[30]
- 10 de juny: Lopon Tsechu, gran mestre del budisme tibetà.
- 12 de juny, Los Angeles, Califòrnia (EUA): Gregory Peck, actor estatunidenc (n. 1916).[42]
- 17 de juny, Milà: Marcella Pobbe, soprano italiana, activa dels anys cinquanta als setanta (m. 1921).[43]
- 29 de juny, Hartford, Connecticut, EUA: Katharine Hepburn, actriu de cinema estatunidenca (n. 1907).[44]
- 4 de juliol:
  - Los Angeles, Califòrnia, EUA: Barry White, cantant estatunidenc (n. 1944).
  - Lisboa: Augusto Abelaira, novel·lista i periodista portuguès.
- 6 de juliol, Londres, Anglaterra: Kathleen Raine, poetessa i crítica literària anglesa (n. 1908).[45]
- 16 de juliol, Fort Lee, Nova Jersey (EUA): Celia Cruz, cantant cubana de salsa (n.1925).[46]
- 19 de juliol, Washington: Jude Milhon –Saint Jude–, hacker i activista feminista (n. 1939).[47]
- 26 de juliol, Copenhagen: Hilde Levi, física alemanya-danesa (n. 1909).[48]
- 30 de juliol, Buenos Aires: Alicia Lourteig, botànica argentina (n. 1913).[49]
- 4 d'agost, Pamplona: Dorotea Barnés González, investigadora química espanyola (n.1904).[50]
- 8 d'agost, Baroda: Bhupen Khakhar, artista indi.
- 11 d'agost, Princeton, Nova Jersey, EUA: Armand Borel, matemàtic (n. 1923).
- 18 d'agost, Hollywood: Jocelyne Jocya, cantant i compositora francesa de parla catalana (n. 1942).[51]
- 22 d'agost, Torremolinos, Màlaga: Imperio Argentina, actriu, cantant i ballarina hispano-argentina (n. 1910).[52]
- 11 de setembre, Estocolm, Suècia: Anna Lindh, política sueca, que fou ministra d'Afers Exteriors (n. 1957).[53]
- 12 de setembre, Nashville, Tennessee: Johnny Cash, cantant i compositor estatunidenc de música country (n. 1932).[54]
- 28 de setembre, Nova York, EUA: Elia Kazanjoglou, conegut com a Elia Kazan, director de teatre i de cinema estatunidenc d'origen grec (n. 1909).
- 19 d'octubre, Sarajevo, Bòsnia i Hercegovina: Alija Izetbegović, polític bosnià, president del país durant la guerra i pare de la independència del país (n. 1925).
- 23 d'octubre, Xangai (Xina):Soong Mei-ling o Soong May-ling (xinès: 宋美齡) també coneguda com a Madame Chiang Kai-shek o Madame Chiang, fou una figura política que va ser primera dama de la República de la Xina (n. 1897).[55]
- 24 d'octubre, Hamden, Connecticut: Patricia Goldman-Rakic, biòloga en el camp de la neurociència, estudiosa del cervell (n. 1937).[56]
- 29 d'octubre, Milà, Itàlia: Franco Corelli, tenor italià (n. 1921).[57]
- 7 de novembre, Madrid, Espanya: Juan José Menéndez Gutiérrez, conegut com a Juanjo Menéndez, actor de cinema espanyol (n. 1929).
- 30 de novembre, Wyckoff, Estats Units: Gertrude Ederle, nedadora estatunidenca (n. 1905).[58]
- 3 de desembre, Brunete, Espanya: Dulce Chacón escriptora en espanyol (n. 1954).
- 14 de desembre, Barstow, Califòrnia: Jeanne Crain, actriu estatunidenca (n. 1925).[59]